# 웨스트버지니아 케이아스
웨스트버지니아 케이아스(West Virginia Chaos)는 미국 웨스트버지니아주 전체를 연고지로 하고 있는 광역 연고의 아마추어 축구팀이다. 현재 USL 프리미어 디벨로프먼트 리그에 참가하고 있으며 성적은 중상위권이다.